# Roztocze Szczebrzeszyńskie
Roztocze Szczebrzeszyńskie – obszar wyróżniany w ramach Roztocza, położony w jego północno-zachodniej części, w województwie lubelskim. Obszar Roztocza Szczebrzeszyńskiego jest oddzielony od Roztocza Gorajskiego rzeką Gorajec; obie krainy tworzą Roztocze Zachodnie. Najwyższy punkt ma wysokość 343,8 m n.p.m. i jest nim szczyt Dąbrowa.